# Ventall de branca agre
El ventall de branca agre (Panellus stipticus), és una espècie de fong lignícola del grup dels ventalls de branca pertanyent a l'ordre de les agaricals. Es caracteritza per la superfície flocosa del barret i les làmines delimitades de manera abrupta abans d'arribar a la cama

## Taxonomia
Va ser descrita com Agaricus stipticus per Pierre Bulliard (Herb. Fr. (Paris) 3: pl. 140 (1783) [1782-83]), sancionada més tard per Elias Magnus Fries (Syst. mycol. 1: 188 (1821) i combinada en Panellus stipticus pel micòleg finés Petter Karsten (Hattsvampar 14: p. 96, fig. 172 (1879))

## Descripció
Barret en forma de ventall a arronyonada; de fins a 3 cm de diàmetre; de sec a lleugerament enganxós; de blanquinós a canyella clar.
Làmines denses, anastomosades; canyella clar.
Cama lateral; de fins a 2 cm; dilatada a la part superior; de superfície flocosa; de crema a canyella pàl·lid.
Carn elàstica; olor lleugerament metàl·lica; sabor amarg

## Distribució i hàbitat
Comú; sembla preferir superfícies tallades; sovint en fructificacions de nombrosos individus, imbricats; tot l'any; des de l'estatge subalpí a la muntanya mitjana; en boscos de planifolis; sobre fusta de roures, menys sovint de vern o altres arbres de fulla caduca, pot aparèixer en fusta de coníferes

## Comentaris
Té un aspecte lleugerament semblant el ventall de branca veritable (Schizophyllum commune), de cama reduïda a un peu i làmines bifurcades
El ventall de branca dolç (Panellus mitis) és més pàl·lid i gairebé llis; les espècies del gènere Crepidotus no presenten una cama evident i el ventall de branca operculat (Tectella patellaris) tampoc disposa de cama i les làmines estan protegides per un tel a modus d'opercle.

## Comestibilitat
No és comestible; carn excessivament amarga.

## Galeria d'imatges

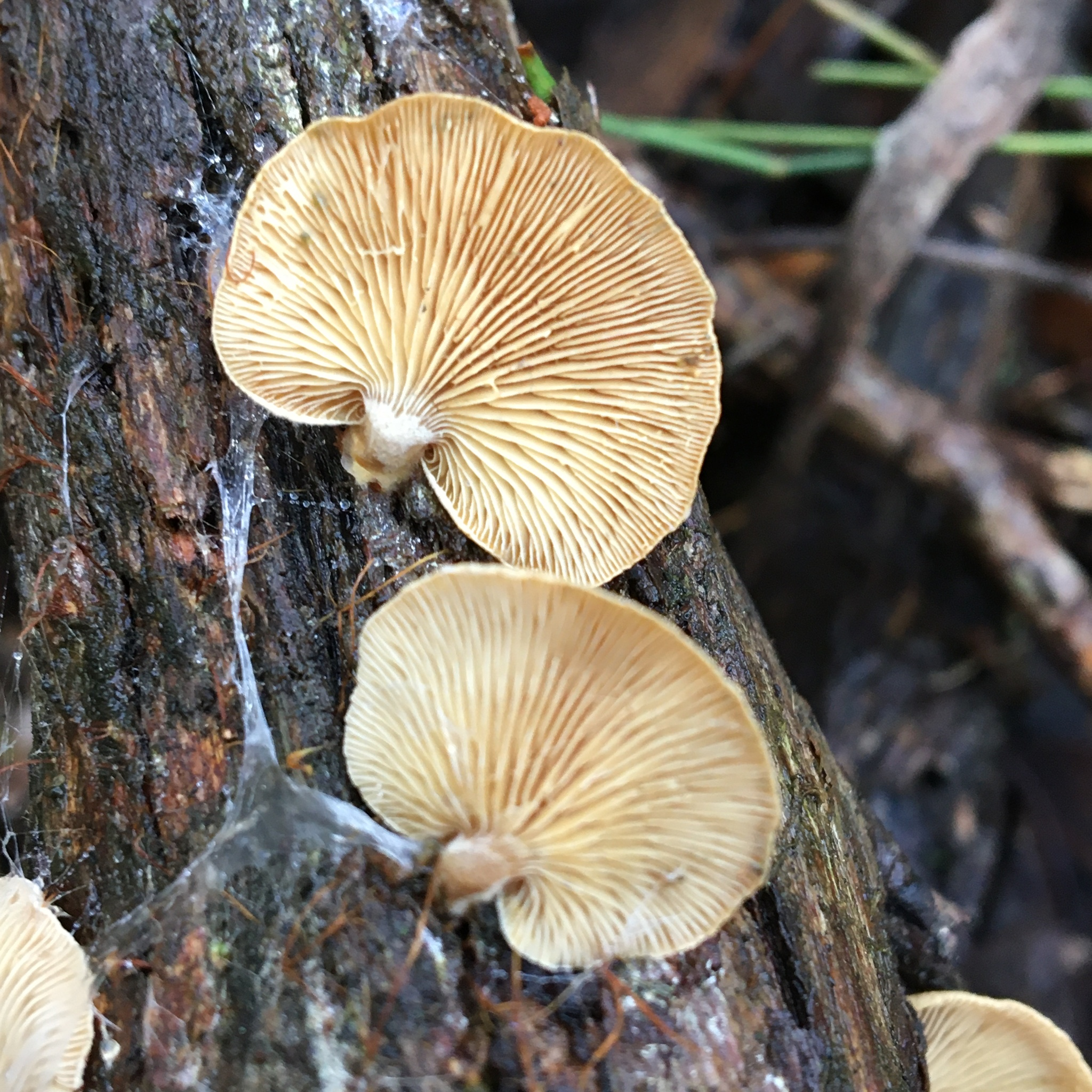
Ventall de branca agre (Panellus stipticus)
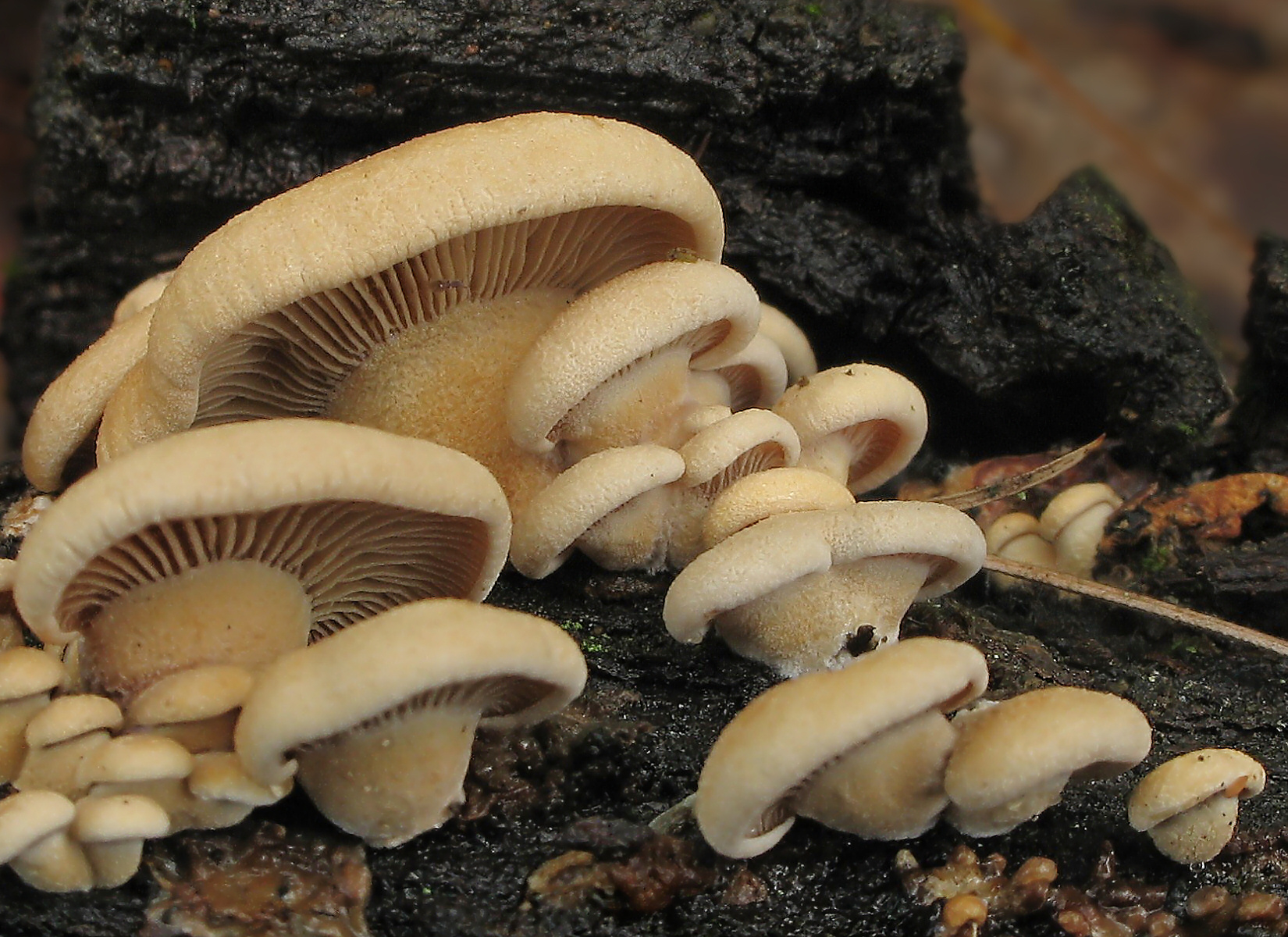
Ventall de branca agre (Panellus stipticus)
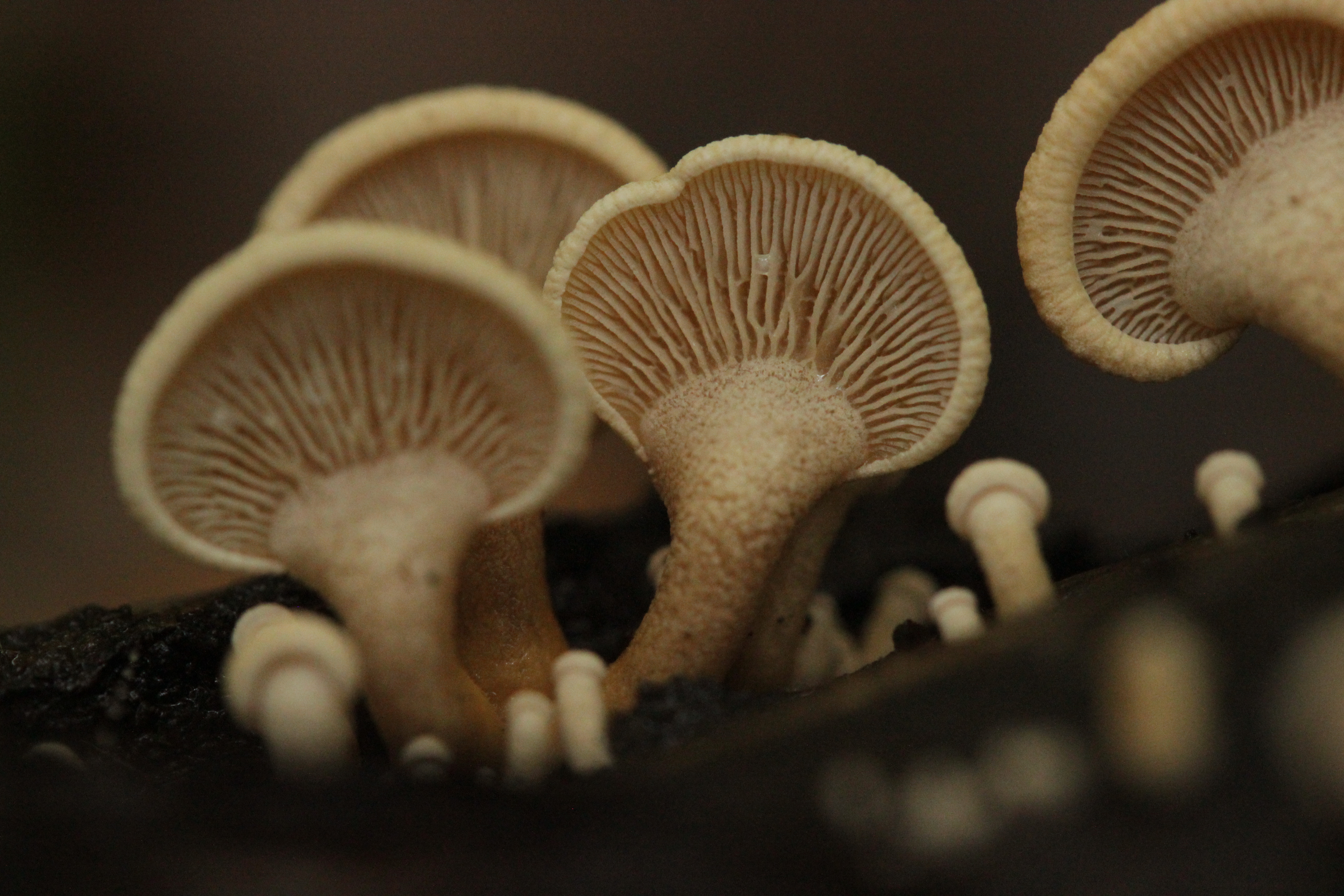
Detall de ventall de branca agre (Panellus stipticus)
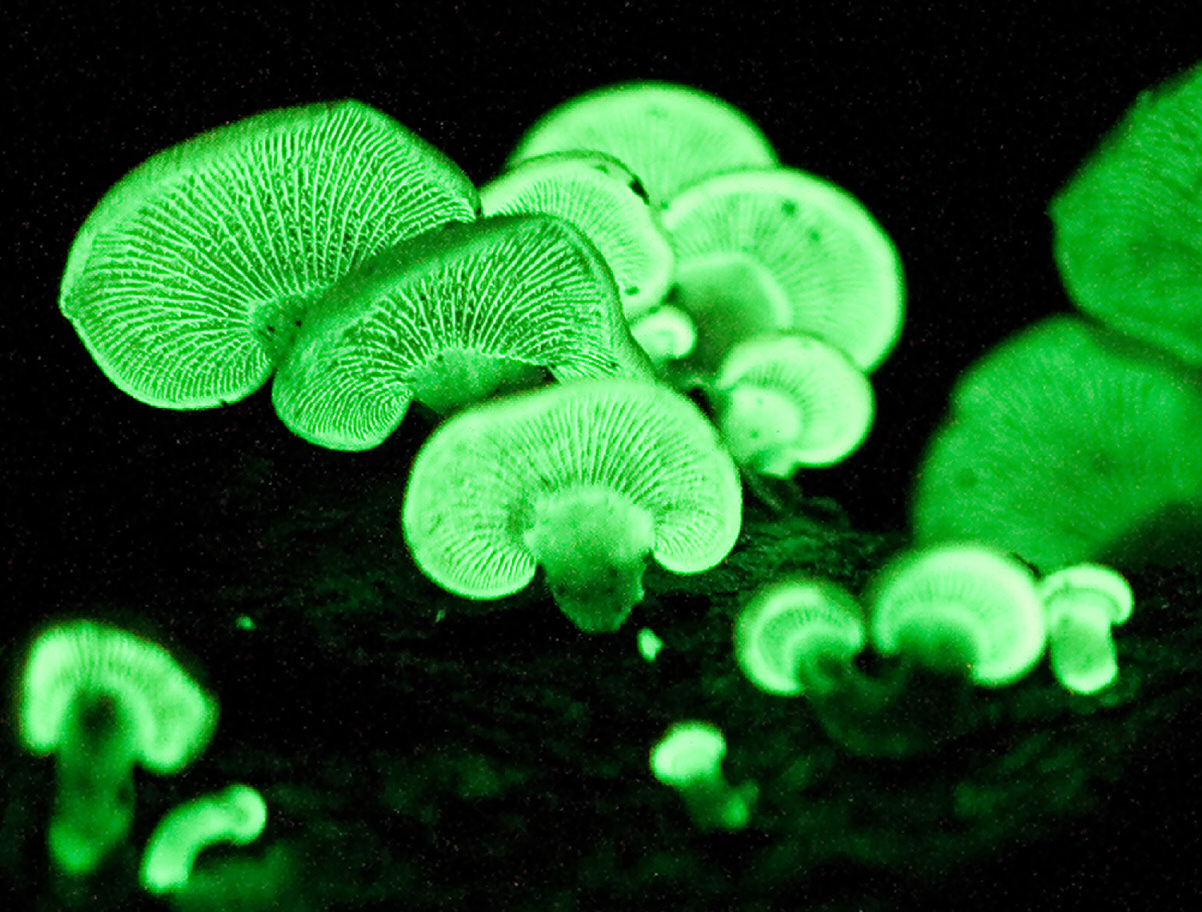
Bioluminescència del ventall de branca agre (Panellus stipticus) en exemplars americans